# Petergeist
Petergeist («Питергейст») — двадцать шестая серия четвёртого сезона мультсериала «Гриффины». Премьерный показ состоялся 7 мая 2006 года на канале FOX.

## Сюжет
После того, как Джо установил у себя домашний кинотеатр, Питер, из зависти, пытается построить мультиплекс-комплекс на своём заднем дворе. Копая там землю, он обнаруживает индейский череп. Брайан пытается уговорить Питера не тревожить дух мёртвых, но тот относится к своей находке легкомысленно: играет с черепом, мо́чится в него, носит на голове и т. д.
В ту же ночь Гриффины наблюдают паранормальные явления в своём доме: Стьюи разговаривает с телевизором, двигается мебель, Питер обнаруживает при бритье, что он — Хэнк Хилл из мультфильма «Царь горы», а за Крисом гоняется злобное дерево. Лоис не верит в «чертовщину», пока прямо при ней необъяснимым образом не исчезает Стьюи.
Чтобы найти малыша, Гриффины нанимают медиума Брюса, который сообщает им, что вход в мир ду́хов находится в шкафчике Стьюи, а выход — в заднице Мег (the entrance to the spirit world is Stewie’s closet, while the exit is Meg’s ass). Лоис проходит через портал и спасает Стьюи. В доме появляются разъярённые ду́хи и уничтожают жилище, всасывая его в свой мир. Уезжая прочь, Питер выкидывает злополучный череп в мусор.
Питер и Лоис узнаю́т способ, как вернуть свой дом: надо закопать на место тот индейский череп. Семья отправляется разыскивать его на городскую свалку. Местный служащий указывает им на бункер человеческих останков (human remains bin), где он, скорее всего, и лежит, но оказывается, что его оттуда забрал Кэррот Топ, чтобы использовать как бутафорию в своих выступлениях. Гриффины отправляются в особняк Топа и, после погони через зеркальную комнату, овладевают черепом, и перезахоранивают его. Дом семьи возвращается на место, и жизнь идёт прежним порядком.
В конце эпизода Лоис выставляет на улицу телевизор, но Питер втаскивает его назад, и выставляет вместо него Мег.

## Создание[1]
Авторы сценария: Алек Салкин и Уэллесли Уайлд.
Режиссёр: Сара Фрост.
Приглашённые знаменитости: Кэррот Топ (камео), Джим Баллок (камео) и Боб Костас (камео; только в DVD-версии).

## Интересные факты